# حركات جيمناستيكية
الحركات الجيمناستيكية هي استجابات غير اتجاهية لـلمحفزات (مثل درجة الحرارة والرطوبة وإشعاع الضوء)، وعادةً ما ترتبط الحركات الجيمناستيكية بـالنباتات. وقد تحدث الحركة نتيجةً لتغييرات في ضغط الامتلاء أو تغييرات في النمو. تختلف الحركات الجيمناستيكية عن الحركات الانتحائية في أن اتجاه الاستجابات الانتحائية يعتمد على اتجاه المحفز، حيث يكون اتجاه الحركات الجيمناستيكية مستقلاً عن موضع المحفز. ويتزايد معدل أو تكرار هذه الاستجابات كلما تزايدت قوة المحفز. ومن أمثلة هذه الاستجابة انفتاح الزهور وإغلاقها (الاستجابة الضوئية). وتُسمى الحركات الجيمناستيكية طبقاً للاحقة «جيمناستيك» والبادئات التي تعتمد على المحفزات:
- إبيناستي: الانحناء نحو الأسفل من النمو في القمة، على سبيل المثال، انحناء زهرة ثقيلة إلى الأسفل.[1]
- فوتوناستي: الاستجابة للضوء
- نيكتيناستي: الحركات في الليل أو في الظلام
- كيموناستي: الاستجابة للمواد الكيميائية أو المواد الغذائية
- هيدروناستي: الاستجابة للمياه
- ثيرموناستي: الاستجابة لدرجة الحرارة
- جيوناستي/جرافيناستي: الاستجابة للجاذبية الأرضية
- ثيجموناستي/سيسموناستي/هابتوناستي: الاستجابة للاتصال